# Visions of Europe (film)
Visions of Europe è un film collettivo del 2004 composto da 25 cortometraggi diretti da altrettanti registi, ciascuno proveniente da uno degli Stati membri dell'Unione europea al momento della produzione. Tra i registi coinvolti figurano nomi di spicco come Aki Kaurismäki, Fatih Akın, Béla Tarr e Peter Greenaway.

## Episodi
Tutti i cortometraggi esprimono la visione personale del regista sul concetto di Europa o dell'Unione europea. La regista portoghese Teresa Villaverde mostra migranti che approdano sulle coste italiane nel suo corto Cold Wa(te)r, mentre il finlandese Aki Kaurismäki ritrae la cittadina portoghese di Bico in Bico. Per la Lituania, Šarūnas Bartas dirige Children Lose Nothing, una storia d'amore senza dialoghi incentrata su due adolescenti.
Ogni cortometraggio ha una durata approssimativa di 5 minuti, per un totale di circa 138 minuti per l'intera antologia.
| #  | Paese           | Titolo                       | Regista               |
| -- | --------------- | ---------------------------- | --------------------- |
| 1  | Svezia          | The Yellow Tag               | Jan Troell            |
| 2  | Danimarca       | Europe                       | Christoffer Boe       |
| 3  | Lettonia        | It'll Be Fine                | Laila Pakalniņa       |
| 4  | Germania        | The Evil Old Songs           | Fatih Akın            |
| 5  | Portogallo      | Cold Wa(te)r                 | Teresa Villaverde     |
| 6  | Slovacchia      | The Miracle                  | Martin Šulík          |
| 7  | Italia          | Anna Vive a Marghera, Italia | Francesca Comencini   |
| 8  | Lituania        | Children Lose Nothing        | Šarūnas Bartas        |
| 9  | Grecia          | Room for All                 | Constantine Giannaris |
| 10 | Ungheria        | Prologue                     | Béla Tarr             |
| 11 | Irlanda         | Invisible State              | Aisling Walsh         |
| 12 | Polonia         | Crossroad                    | Małgorzata Szumowska  |
| 13 | Francia         | Paris by Night               | Tony Gatlif           |
| 14 | Paesi Bassi     | Euroquiz                     | Theo van Gogh         |
| 15 | Cipro           | My House on Tape             | Christos Georgiou     |
| 16 | Regno Unito     | The European Showerbath      | Peter Greenaway       |
| 17 | Estonia         | Euroflot                     | Arvo Iho              |
| 18 | Austria         | Mars                         | Barbara Albert        |
| 19 | Malta           | The Isle                     | Kenneth Scicluna      |
| 20 | Belgio          | Self Portrait                | Stijn Coninx          |
| 21 | Lussemburgo     | The Language School          | Andy Bausch           |
| 22 | Slovenia        | Evropa                       | Damjan Kozole         |
| 23 | Repubblica Ceca | Unisono                      | Saša Gedeon           |
| 24 | Finlandia       | Bico                         | Aki Kaurismäki        |
| 25 | Spagna          | Our Kids                     | Miguel Hermoso        |

## Produzione
Visions of Europe è stato prodotto da Zentropa Entertainments in collaborazione con ZDF e Arte. I produttori principali sono Mikael Olsen e Meinolf Zurhorst, mentre i produttori esecutivi sono Peter Aalbæk Jensen e Christian Schwalbe.

## Distribuzione
Il progetto è stato presentato in anteprima al Locarno Film Festival il 13 agosto 2004, nella sezione "Filmmakers of the Present", ed è stato successivamente proiettato al Montreal World Film Festival. Le vendite internazionali sono state gestite da Trust Film Sales, con sede a Hvidovre, in Danimarca.